# Carmen Tórtola Valencia
Carmen Tórtola Valencia (Sevilla, 18 de junio de 1882-Barcelona, 13 de febrero de 1955) fue una bailarina española.

## Biografía
De padre catalán (Florenç Tórtola Ferrer) y madre andaluza (Georgina Valencia Valenzuela), cuando tenía tres años su familia emigró a Londres. Sus padres murieron en Oaxaca (México) en 1891 y 1894 respectivamente. Se ha especulado mucho sobre su misterioso origen; según algunos era una bastarda de la familia real española, según otros era hija de un noble inglés. En su libro Tórtola Valencia and Her Times (1982), Odelot Sobrac, uno de sus primeros biógrafos, afirma que desarrolló un estilo propio que expresaba la emoción con el movimiento y se inspiró al parecer en Isadora Duncan.

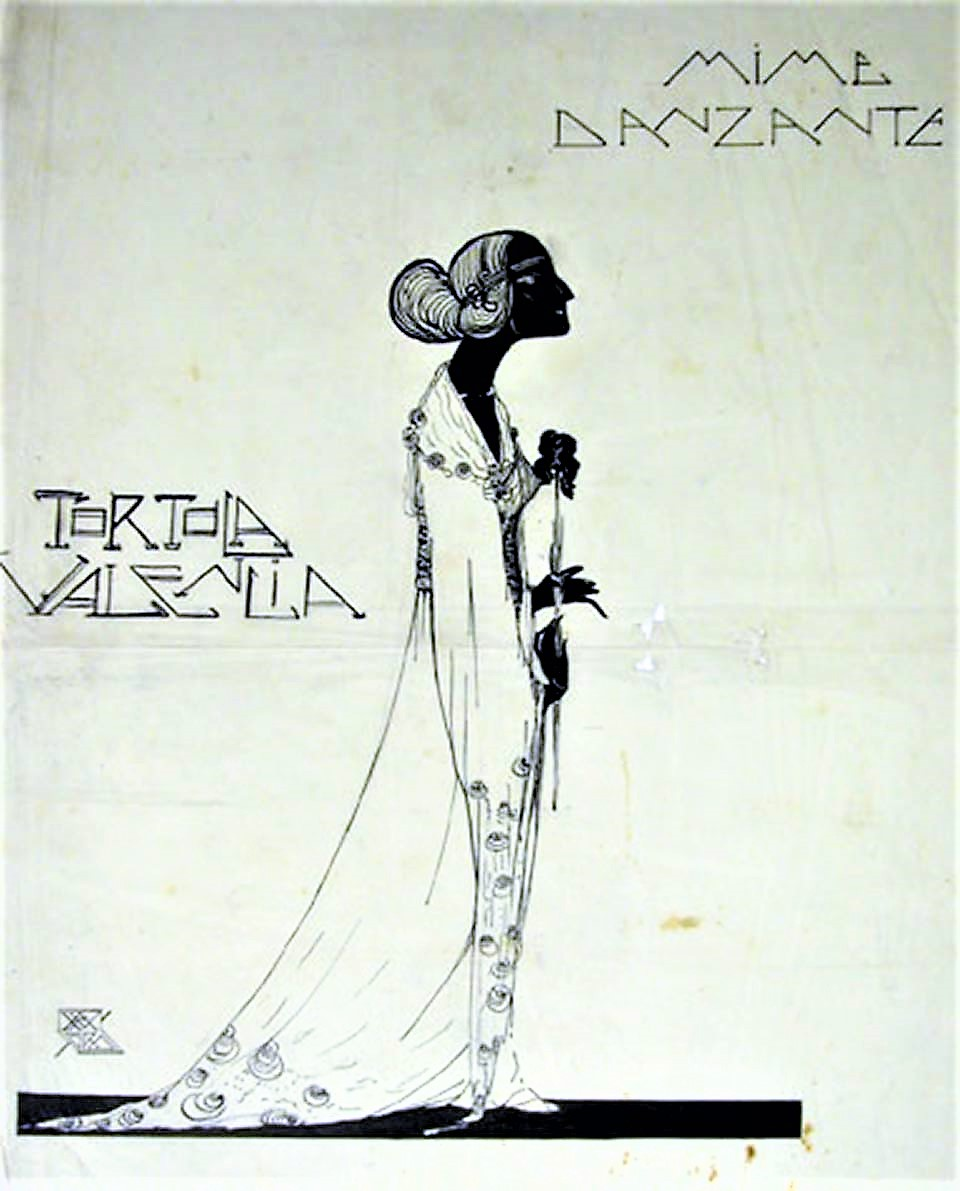
Caricaturizada por Xavier Guerrero (1918)

Especialista en danzas orientales, se interesó sobre todo por las danzas africanas, árabes e indias, que reinterpretó a su modo, investigando en todo tipo de bibliotecas; en cierto sentido llevó la antropología a la danza; su versatilidad como bailarina quedó sin embargo probada a lo largo de su vida. Su fama trascendió los límites profesionales a causa de sus innumerables amantes (gobernantes y escritores de renombre), por su belleza andaluza de ojos negros (fue considerada una de las mujeres más bellas de Europa) y por sus extensos conocimientos fruto de sus numerosos viajes y su pasión por la vida. Su primera aparición pública fue en 1908 en el Gaity Theatre de Londres como parte del espectáculo Habana.
Ese mismo año fue invitada a bailar en el Wintergarten alemán y en el Folies Bergère de París. Allí fue denominada «La Bella Valencia», una nueva favorita del público como La Bella Otero o Raquel Meller. Al año siguiente bailó en Nürenberg y Londres. Fue invitada a unirse al Cirkus Varieté de Copenhague con Alice Réjane. Estuvo en Grecia, Rusia e India. Su debut español fue en 1911 en el Teatro Romea de Madrid. Volvió al mismo teatro en 1912. Fue nombrada en 1912 socia de honor y profesora estética del Gran Teatro de Arte de Múnich. En 1913 hizo una gira por España que incluyó el Ateneo de Madrid. En 1915 actuó con Raquel Meller en Barcelona.
En 1916, Tórtola fue caricaturizada en la revista de humor catalana Papitu como otra Mata Hari. Fue sin embargo su arte más bien apreciado por los intelectuales que por la gran masa del público: Jacinto Benavente, Ramón Pérez de Ayala, Miquel dels Sants Oliver, Pío Baroja y Ramón María del Valle-Inclán. Emilia Pardo Bazán dijo de ella que era la personificación del Oriente y la reencarnación de Salomé. Tórtola fue una artista ecléctica y polifacética. En 1915 actuó en los filmes Pasionaria y  Pacto de lágrimas, dirigidos por Joan Maria Codina. Viajó a Nueva York para actuar en el Century Theatre.

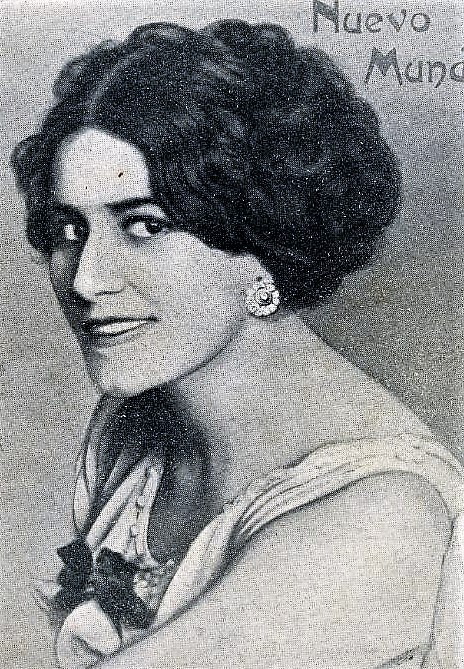
Portada de Nuevo Mundo de 1912

En 1920 la Galería Layetana de Barcelona exhibió 45 de sus pinturas sobre danza. Al año siguiente marchó de gira por Hispanoamérica y visitó Brasil, Chile, Perú, Uruguay, México, Guatemala, El Salvador, Panamá y la República Dominicana. Entre 1921 y 1930 alcanzó allí una gran popularidad.

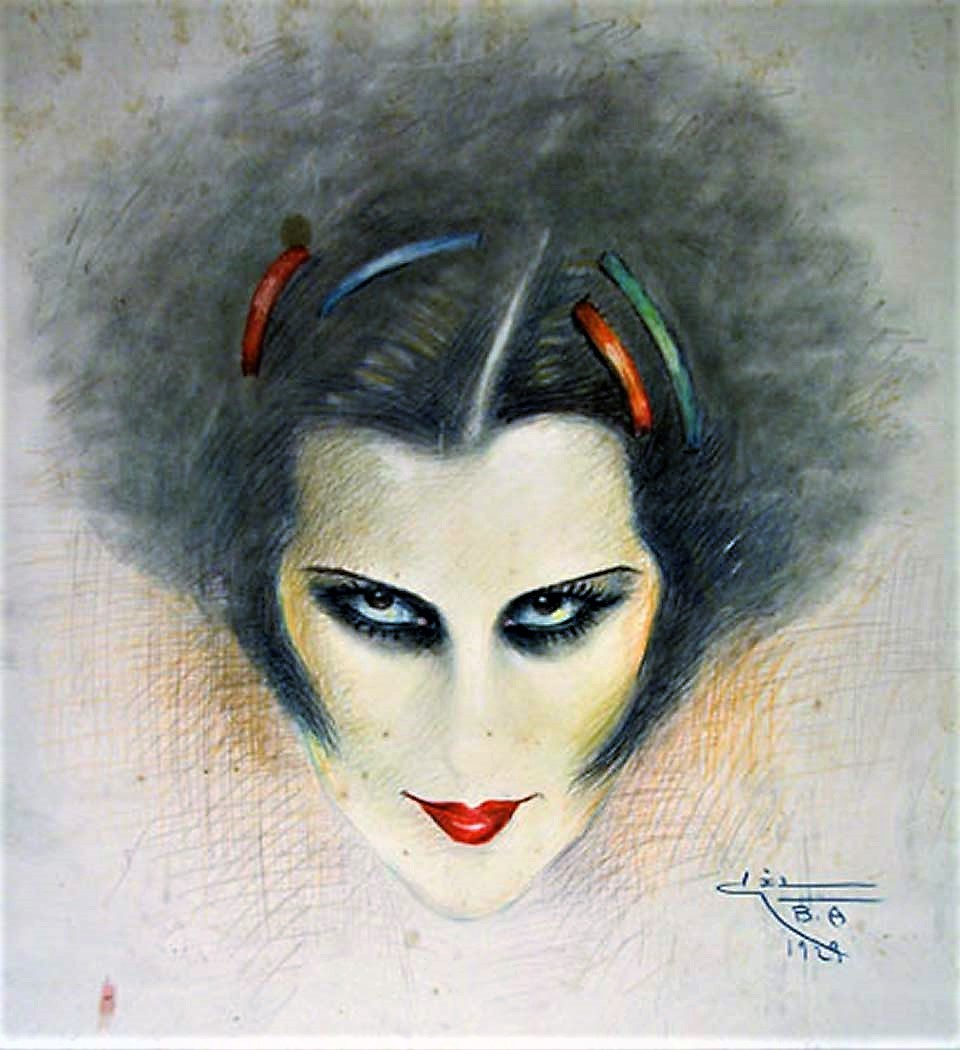
Retratada por Gil, B.A

Fue una gran aficionada al arte precolombino, llegando a constituir una excelente colección de piezas procedentes de las más variadas civilizaciones del continente americano, especialmente de México y Perú.
Su independencia y vida desenvuelta fue sentida como una amenaza para los valores tradicionales de la sociedad española. Fue una pionera de la liberación de la mujer, como Isadora Duncan, Virginia Woolf y Sarah Bernhardt. Era budista y vegetariana, fue morfinómana y abogó por la abolición del corsé que impedía el libre movimiento femenino. Aunque tuvo numerosos amantes masculinos, sobre todo intelectuales, vivió la mayor parte de su vida con una mujer, Ángeles Magret Vilá, a la que adoptó como hija para guardar las apariencias. Quizá por ello defendió a capa y espada su intimidad y se destila de sus orígenes cierto misterio. Actuó también en Venezuela, Bolivia y Cuba y decidió abandonar la danza el 23 de noviembre de 1930 en Guayaquil (Ecuador).
En 1931 se declaró republicana catalana y marchó a Barcelona con Ángeles. Dedicó los últimos años de su vida a coleccionar grabados y estampas y se inició en el budismo. Murió el 15 de marzo de 1955 en su casa de Sarriá y está enterrada en el cementerio de Pueblo Nuevo de Barcelona. Creó la Danza del incienso, La bayadera, Danza africana, Danza de la serpiente y Danza árabe. Aparece como personaje en la novela Divino de Luis Antonio de Villena, y Ramón López Velarde le dedicó el poema Fábula dística. Prestó su imagen para el perfume "Maja" de la conocida casa de cosméticos Myrurgia.
Su contribución al arte de la danza consistió en una sensibilidad y orientación estética que ponían de manifiesto la sensualidad del cuerpo. La danza moderna, calificada entonces de irreverente por natural, respondía a sus ideales modernistas empapados de filosofías orientales.

## Fondos

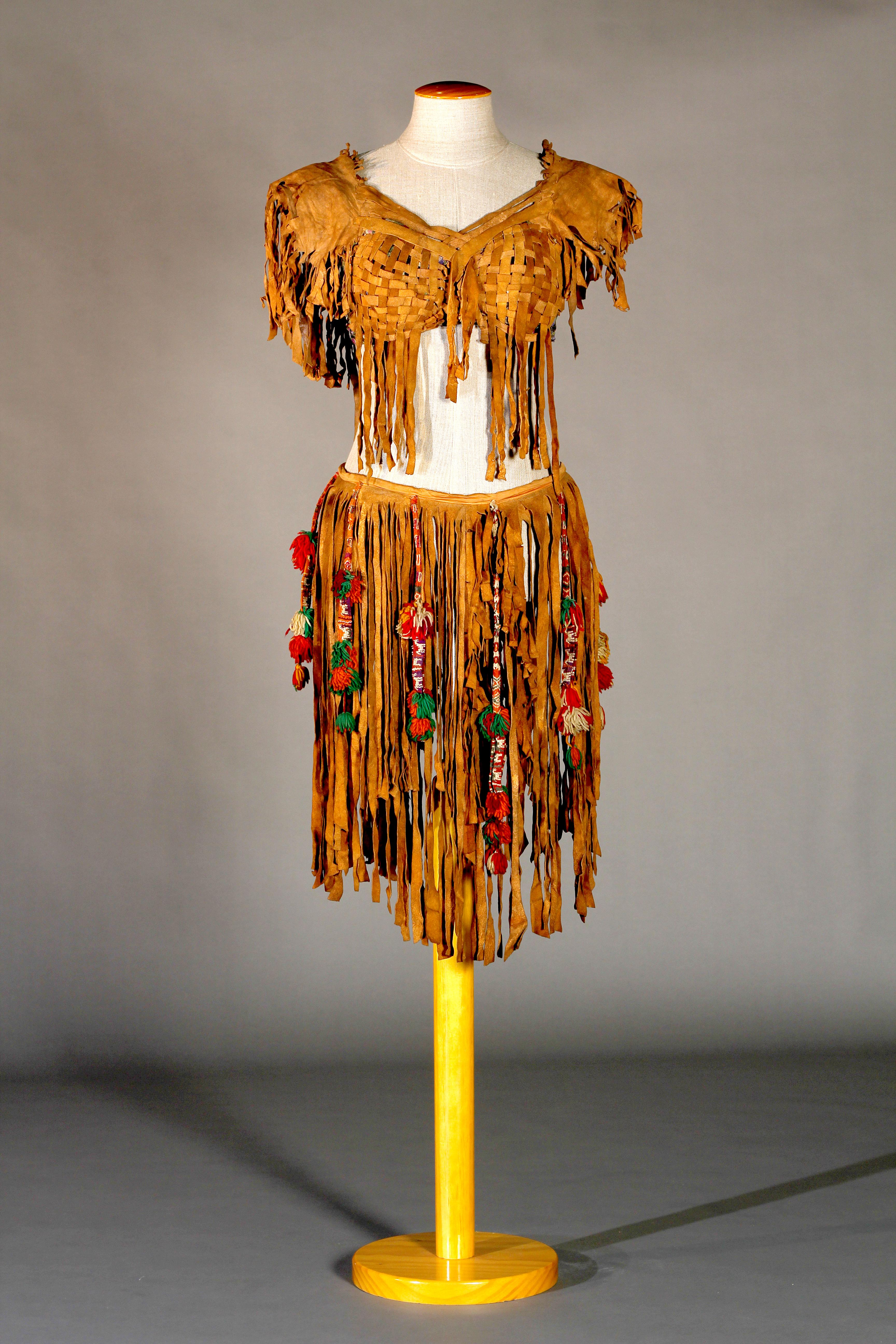
Corpiño y falda de Tórtola Valencia para danza africana. Confeccionada a partir de tiras entrelazadas y flequillos. Conservado en el MAE.

El fondo de partituras de Tórtola Valencia se conserva en la Biblioteca de Cataluña. El resto, que incluye 112 piezas de indumentaria y complementos, 246 cuadros y dibujos, casi 1500 fotografías y carpetas de gran formato con carteles, fotografías, recortes e impresos y testigos de su vida artística y social se conserva en el Museo de las Artes Escénicas (MAE) del Instituto del Teatro de Barcelona. El MAE conserva además algunas tarjetas postales, programas de mano y 2 volúmenes de epistolario con el título genérico de "Los poetas a Tórtola Valencia" .